# Jean Michel Dellès
Jean Michel Dellès (1840-1918) est un prêtre catholique et député au Reichstag de 1889 à 1893.

## Biographie
Jean Michel Dellès naît le 6 avril 1840 à Laning en Moselle. 
Après des études de théologie et de philosophie à Bitche, puis au séminaire de Metz, il devient vicaire à Sarreguemines, puis curé de Hestroff en 1869. 
Après l'annexion de la Moselle par l'Allemagne, il est nommé professeur au lycée Saint-Clément de Metz en 1872. Il est nommé archiprêtre de Sainte-Ségolène à Metz en 1884. Il est élu député au Reichstag de 1889 à 1893 sur la circonscription de Metz-Campagne (Wahlkreis Elsaß-Lothringen 14). L'abbé Dellès est candidat au trône épiscopal de Metz en 1899. 
Jean Michel Dellès meurt le 22 janvier 1918 en Moselle.

## Sources
- Delles, Johannes Michael sur Datenbank der deutschen Parlamentsabgeordneten.
- Heinrich Best: Datenbank der Abgeordneten der Reichstage des Kaiserreichs 1867/71 bis 1918 Fiche biographique